# 中徳島町
中徳島町（なかとくしまちょう）は、徳島県徳島市の町名。内町地区に属している。中徳島町一丁目と中徳島町二丁目があり、北から1～2丁目が並ぶ。2025年1月の徳島市の調査による人口は362人、世帯数は199世帯。郵便番号は〒770-0853。

## 地理
徳島市及びひょうたん島の北東部に位置し、北は助任川を挟んで南常三島町一丁目、南は徳島本町、西は徳島町に接している。徳住橋で住吉一丁目と結ぶ。
徳島県立城東高等学校等の施設があり、その他は閑静な住宅地となっていて、文教地区を形成する。
西境を国道11号が通り、県下でも有数の自動車の交通量が多い道路である。

### 河川
- 助任川

## 歴史
江戸時代には重臣の屋敷が並ぶ武家地だった。助任橋（明治初めまでは今の助任新橋の位置にあった）のたもとには藩の会所（集会所）があり、そこから南へ伸びる道（現 国道11号の城東高校まで）とその両側の町は会所丁と呼ばれた。助任川河岸は北浜と呼ばれ、松並木があった（一部が現存）。
明治には徳島本町・新蔵町と共に徳島町の一部で、字は会所町・裏町・本丁北の一部だった。おおよそ、現1丁目が会所町・裏町、2丁目が本丁北部分にあたる。
1902年4月15日、蜂須賀駿河屋敷跡（現 城東高校）に、県立徳島高等女学校（のちの城東高校）に併設して徳島県師範学校女子部が開校した。
1941年、北徳島町・徳島本町・新蔵町・中洲町と共に徳島町から分離され、現在の町名となった。1975年に北徳島町の一部を編入し、中徳島町の一部が徳島町となった。
1957年11月1日、徳島市立動物園（現 とくしま動物園）が開園したが、1997年12月28日閉園。埋蔵文化財発掘調査ののち徳島文化公園となった。

## 小中学校の学区
公立小中学校の学区は、全域で、内町小学校・徳島中学校である。

## 施設

### 公園
- 中徳島河畔緑地
- 徳島文化公園 - 1丁目。

### 企業
- 新聞放送会館 - 1丁目。
  - 徳島新聞
  - 四国放送
  - メディコム（徳島県の郷土出版社）

### 教育
- 徳島県立城東高等学校 - 1丁目。

### かつて存在した施設
- 徳島市立動物園 -  2丁目。1957年～1997年。とくしま動物園として市内渋野町入道に移転。
- 徳島県立聾学校 - 2丁目。1949年～2014年。徳島県立徳島聴覚支援学校として南二軒屋町に移転し徳島県立徳島視覚支援学校と併設された。

## 交通

### 道路
- 一般国道
  - 国道11号
- 都道府県道
  - 徳島県道29号徳島環状線

### 橋
- 徳住橋 - 助任川（福島川）を越え住吉へ。「徳住」は「徳島・住吉」の意。
- 助任新橋 - 助任川を超え南常三島町へ。